# Joe Strummer
John Graham Mellor (Ankara, 21 de agosto de 1952-Broomfield, Somerset, 22 de diciembre de 2002), conocido como Joe Strummer, fue un cantante, músico y compositor británico. Strummer fue el cofundador, letrista, guitarrista rítmico y co-vocalista principal de la banda de punk rock the Clash, formada en 1976. El segundo álbum de The Clash Give 'Em Enough Rope (1978) alcanzó el número 2 en las listas musicales del Reino Unido. Poco después, lograron el éxito en los Estados Unidos, comenzando con London Calling (1979) y alcanzando su punto máximo con Combat Rock (1982), que logró el puesto número 7 en las listas de Estados Unidos y fue certificado 2× platino allí. Las explosivas letras políticas, la experimentación musical y la actitud rebelde de The Clash tuvieron una gran influencia en la música rock en general, especialmente en el rock alternativo. Su música incorporó reggae, ska, dub, funk, rap y rockabilly.
Otros aspectos destacados de la carrera de Strummer incluyeron períodos con the 101ers, Latino Rockabilly War, the Mescaleros y the Pogues, así como música en solitario. Su trabajo como músico le permitió explorar otros intereses como la actuación, la música para programas de televisión y películas, la conducción de programas de radio y como locutor de radio en el programa de radio de la BBC London Calling. Strummer y the Clash fueron incluidos en el Salón de la Fama del Rock and Roll en enero de 2003. En su memoria, los amigos y la familia de Strummer establecieron la Fundación Joe Strummer (inicialmente conocida como Strummerville), una organización sin fines de lucro que brinda oportunidades a músicos y apoya proyectos en todo el mundo que crean empoderamiento a través de la música.

## Biografía y carrera

### Infancia y adolescencia: 1952-1976
Joe Strummer nació con el nombre John Mellor en Ankara, Turquía el 21 de agosto de 1952. Su madre, nacida en Escocia, era enfermera; su padre, nacido en Lucknow, India, era un diplomático del servicio consular. La familia viajaba con asiduidad, por lo que Strummer vivió su infancia en diferentes ciudades, incluyendo El Cairo, Ciudad de México y Bonn. A los nueve años de edad, junto a su hermano David, comenzó a asistir a la escuela City of London Freemen's School de Surrey. Durante esos años, vio a sus padres en pocas ocasiones. De joven, comenzó a interesarse por la música, especialmente el rock, escuchando a The Beatles, The Beach Boys y al cantante folclórico estadounidense Woody Guthrie, en honor al cual luego escogería temporalmente el alias Woody Mellor. Zurdo de nacimiento, aprendió a tocar la guitarra con la mano derecha, a lo que se debe su particular técnica. A pesar de no haber tenido nunca una relación muy estrecha con su hermano David, el suicidio de este generó en Strummer un cambio brutal respecto a su manera de ver la vida. Tras terminar la escuela, Joe se mudó a Londres para estudiar en la escuela de Arte, Arquitectura y Diseño de la Ciudad, ya que tenía la intención de convertirse en caricaturista. Durante estos años compartió su departamento en el suburbio de Palmers Green con Tymon Dogg, que luego colaboraría con él en sus proyectos musicales.
En 1973, Strummer se mudó a Newport, Gales para asistir al Newport College of Art, pero pronto abandonó el proyecto de estudio. Durante su estancia allí, formó junto a unos amigos la banda The Vultures, donde tenía el rol de cantante y segundo guitarrista. A la vez trabajaba como sepulturero para solventar sus gastos. En 1974 la banda se separó y Strummer volvió a Londres, donde se reencontró con Tymon Dogg. Desde entonces ambos comenzaron a actuar como músicos callejeros hasta que, junto a sus compañeros de departamento, formaron la banda The 101'ers, nombrada así por la dirección donde habitaban (Walterton Road 101, en Maida Hill). El grupo comenzó a tocar versiones de canciones populares de blues americanas en distintos pubs de Londres. En 1975 Mellors escogió el seudónimo "Joe Strummer" para suplantar el que utilizaba hasta el momento, "Woody" Mellor, y le insistió a sus compañeros que lo llamaran así. El nombre "Strummer" ("rasgueador" en inglés) aparentemente se refería a su rol de guitarrista rítmico de una manera despectiva. Strummer pronto comenzó a escribir temas originales para The 101'ers, siendo el primero uno inspirado en su novia de ese momento, la baterista española del grupo The Slits, Palmolive. Al resto de los miembros les gustó la canción, titulada "Keys to Your Heart", y la eligieron para emitir en su primer sencillo.

### The Clash: 1976-1986
El 3 de abril de 1976, la por entonces desconocida banda Sex Pistols tocó en un show londinense junto a varios otros grupos, entre los cuales se encontraba The 101'ers. Poco después de la presentación, el bajista, Paul Simonon, y el guitarrista, Mick Jones, del grupo London SS se acercaron a Strummer con el objetivo de incorporarlo como cantante a una nueva banda. En palabras textuales, le dijeron "Eres bueno, pero tu grupo es una mierda". Le fueron dadas 48 horas para decidir si unirse a ellos o no, aunque acabó recibiendo una llamada tan solo un día después. Strummer se unió a la banda que formaban Jones a la guitarra, Paul Simonon al bajo, Keith Levene como segunda guitarra y Terry Chimes a la batería. El nuevo grupo se llamó The Clash, nombre ideado por Simonon, e hizo su debut el 4 de julio de 1976, teloneando a los Sex Pistols en The Black Swan, hoy conocido como The Boardwalk, en Sheffield. El 25 de enero de 1977 la banda firmó contrato con CBS Records, a pesar de haber sufrido las salidas de Levene y Chimes. Poco después, Topper Headon se convertiría en el nuevo baterista, después de meses de búsqueda, completando así la formación clásica del grupo.
The Clash fue la banda musicalmente más diversa de la primera ola del punk y a la vez la más politizada de todas. Sus canciones, usualmente compuestas por Mick Jones y el propio Strummer, trataban temas como la decadencia social, el desempleo, la ignorancia que debía ser combatida, el racismo, la brutalidad policial, la represión política y social, el militarismo y, en algunos casos particulares, el sexo. Strummer estaba involucrado en las campañas de la liga Antinazi y del "Rock Contra el Racismo". La importancia a nivel musical de The Clash se evidencia en la elección de su álbum London Calling como mejor disco de los años '80 por la revista Rolling Stone (a pesar de haber sido lanzado en diciembre de 1979), y en la influencia que ha ejercido el grupo en una gran cantidad de bandas de rock u otros géneros como el reggae, ska y hip-hop (por poner un ejemplo de este último caso, Public Enemy o Green day los cita como una influencia muy importante en su música). 
Durante su participación con The Clash, Strummer, al igual que sus compañeros, tuvo sucesivos conflictos con la ley. El 10 de junio de 1977 fue arrestado junto a Topper Headon por pintar "The Clash" con aerosol en la pared de un hotel. A su vez, a mediados de los años 1980 fue nuevamente arrestado por golpear con su guitarra a un fan violento durante un recital en Hamburgo, Alemania.
En septiembre de 1983, después de varios conflictos internos en el grupo, Strummer emitió el tristemente célebre "Clash Communique", que anunciaba la expulsión de Mick Jones debido a diferencias personales. Poco antes, Topper Headon también había sido separado por su adicción a la heroína. Aunque este planeaba recuperarse, a Joe se le escapó en una entrevista el problema del batería y este no pudo regresar al grupo, ya que el consumo de drogas iba en contra del mensaje que The Clash trataba de transmitir. A pesar de los problemas, la banda incorporó nuevos miembros y continuó gracias a la insistencia de Strummer. Hacia 1985 editaron el álbum Cut the Crap, pero después de las malas críticas y el repudio de los fans, Joe Strummer dio por finalizada la existencia de The Clash en 1986.
En la inducción de la banda al Salón de la Fama del Rock and Roll, se dijo que The Clash era «considerada una de las bandas más abiertamente políticas, explosivas y emocionantes en la historia del rock and roll».

### Su vida después de The Clash: 1986-2002

#### Los años salvajes: 1986-1999
Un año más tarde Strummer compuso varias canciones para la película Sid and Nancy, incluyendo "Love Kills" y "Dum Dum Club". Poco después trabajó con Mick Jones en su nuevo proyecto, Big Audio Dynamite, componiendo junto a él la mayor parte de los temas del segundo álbum de la banda. En 1987 actuó en las películas Walker y Straight to Hell, dirigidas por Alex Cox, y compuso la banda sonora para la primera. En 1989 colaboró en la película de Jim Jarmusch Mystery Train interpretando el papel de un hombre que acaba de salir de una relación y al que sus amigos apodan Elvis. Además, participó como actor secundario en la película de Aki Kaurismäki I Hired a Contract Killer de 1990, dando vida a un guitarrista que canta dos canciones en un pub. Durante estos años continuó ligado a la industria cinematográfica, componiendo y produciendo una gran cantidad de canciones para bandas sonoras, entre las que destaca la perteneciente a la película Grosse Pointe Blank.
En 1989 Strummer comenzó a grabar con la banda The Latino Rockabilly War. Sin embargo, el álbum Earthquake Weather fue un desastre comercial por lo cual perdieron su contrato con Epic Records. En 1991 reemplazó brevemente a Shane MacGowan en el rol de cantante de The Pogues para una gira de la banda realizada poco después de la ida del cantante del grupo. A su vez produjo el álbum Hell's Ditch de la banda. El 16 de abril de 1994 Strummer tocó una variedad de temas de The Clash con la banda checo-americana Dirty Pictures, en un show a beneficio de los refugiados yugoslavos denominado "Rock for Refugees". Luego de estas apariciones fugaces, Joe comenzó a colaborar con otras bandas como The Levellers, donde tocó el piano para el tema "Just the One" y Black Grape, con la que contribuyó en el sencillo "England's Irie" de 1996. En 1997 trabajó con los productores e ingenieros musicales Lee Perry y Marty Munsch en Nueva York para remezclar en versiones dub muchos de los temas de The Clash y The 101'ers. 
Durante estos años, Strummer mantuvo una disputa con Sony BMG Music Entertainment, la discográfica de The Clash, hasta que ésta le permitió emitir sus trabajos solistas o con otras bandas en otra discográfica bajo la promesa de que, en caso de volverse a juntar, The Clash volvería con Sony. Por otro lado, se dedicó a ser locutor de radio en un programa de media hora de duración emitido por la BBC World Service y llamado "London Calling".

#### The Mescaleros: 1999-2002

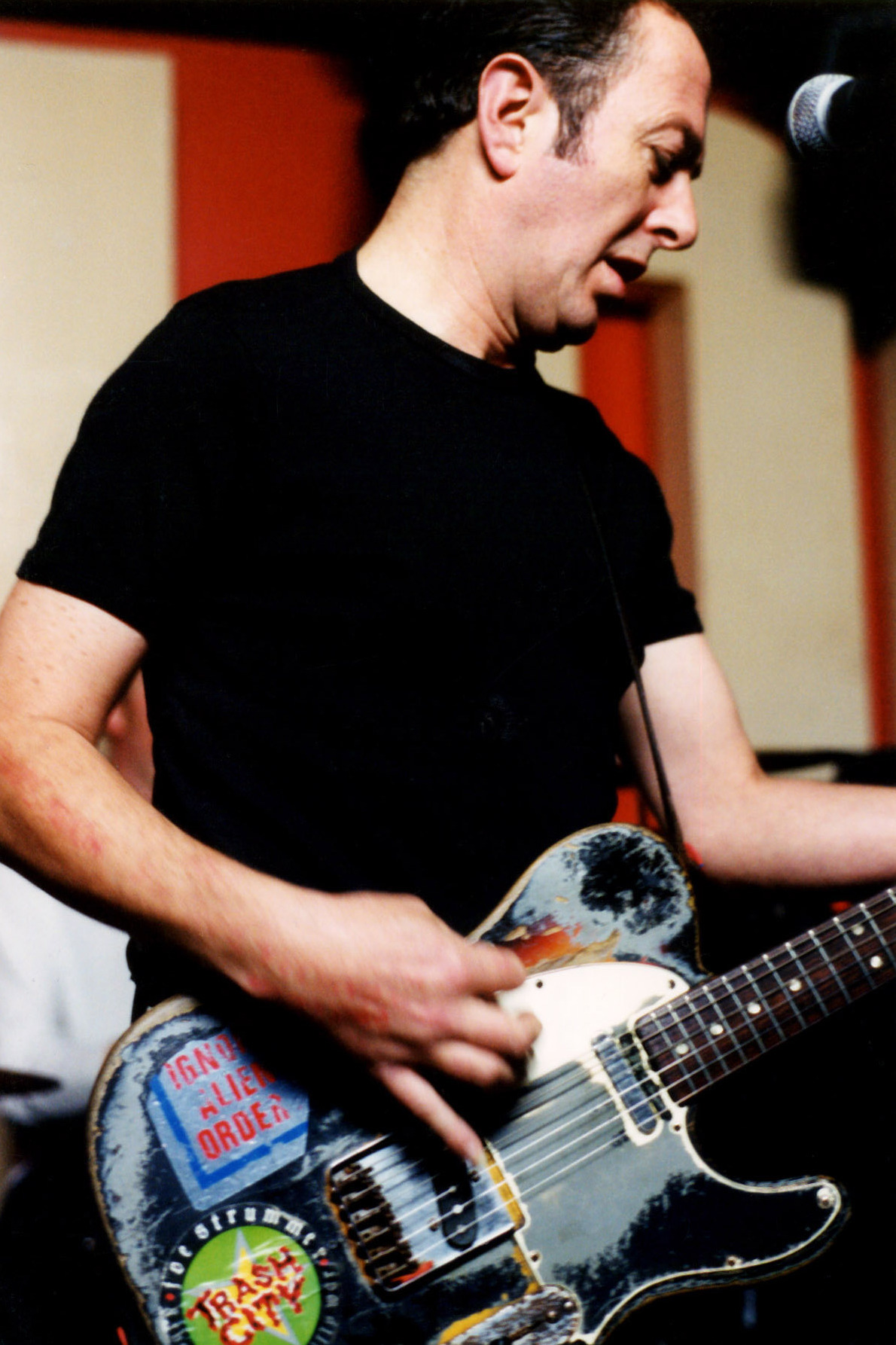
Strummer en 2001 con su guitarra.

A fines de los 90 Strummer reunió a un grupo de músicos destacados para crear una nueva banda a la que llamó The Mescaleros. El grupo firmó con Mercury Records y emitió su primer álbum, Rock Art and the X-Ray Style, en 1999. Con el objeto de promocionarlo comenzaron una gira por el Reino Unido y los Estados Unidos, donde también tocaron en algunas ocasiones temas clásicos de The Clash. En 2001 la banda firmó contrato con la discográfica punk de California Hellcat Records y lanzó su segundo álbum de estudio, Global A Go-Go. Una vez más, iniciaron una gira británico-americana en la que incluyeron en su repertorio temas de The Clash como "London Calling", "Rudie Can't Fail" y "(White Man) In Hammersmith Palais", versiones de clásicos del reggae y el ska y el tema "Blitzkrieg Bop" de The Ramones, con el que cerraban usualmente sus conciertos como homenaje al recientemente fallecido Joey Ramone. 
El 5 de noviembre de 2002, Strummer y The Mescaleros tocaron en un recital a beneficio de los bomberos voluntarios de Londres. Mick Jones, que se encontraba entre los espectadores, se unió a la banda cuando ésta tocaba "Bankrobber" de The Clash y cantó y tocó la guitarra en los temas "White Riot" y "London's Burning". De esta manera, Strummer y Jones volvieron a tocar juntos por última vez después de diecinueve años. Jones remarcó luego que la situación no había sido premeditada y que sólo había obedecido a un impulso.
El último show de Strummer fue en la Academia de Liverpool el 22 de noviembre de 2002. Poco antes de su muerte, había compuesto junto a Bono (miembro de U2) la canción "46664", a favor de la campaña contra el sida en África iniciada por Nelson Mandela. Incluso Strummer se había comprometido a tocar en un concierto en Robben Island en febrero de 2003 para apoyar dicha campaña.

## Vida personal
En 1975, después de que le ofrecieran 120 libras, Strummer se casó con Pamela Moolman, una ciudadana sudafricana, para que pudiera obtener la ciudadanía británica. Con el dinero compró una Fender Telecaster que más tarde pintó de negro. En 1978 Strummer comenzó una relación con Gaby Salter poco después de que cumpliese 17 años. Permanecieron juntos por 14 años y tuvieron dos hijos, Jazz y Lola, pero no se casaron dado que Strummer no pudo localizar a Moolman. Durante la relación con Salter, le fue infiel numerosas veces durante los años de 1980.
En 1993, Strummer comenzó un romance con Lucinda Tait, lo que finalmente terminó su relación con Gaby Salter. Strummer y Tait se casaron en 1995 y estuvieron juntos hasta la muerte de Joe en 2002.

## Muerte
El 22 de diciembre de 2002, Strummer falleció a los 50 años de edad a causa de un ataque al corazón que le ocurrió estando en su casa de Broomfield, Somerset, provocado por una cardiopatía congénita no diagnosticada. Su patrimonio estaba valuado en poco menos de £1 millón y le dejó todo el dinero a su esposa Lucinda. Fue cremado y sus cenizas fueron entregadas a su familia.

## Legado
En los premios Grammy de febrero de 2003, "London Calling" fue interpretada por Elvis Costello, Bruce Springsteen, Steven van Zandt, Dave Grohl, Pete Thomas y Tony Kanal como tributo a Strummer. Para marzo de ese año, The Clash fue incluida en el Salón de la Fama del Rock.
A lo largo de su carrera Strummer destacó por su devoción hacia sus seguidores. Se dice que jamás abandonó un local tras de un concierto sin antes haber firmado autógrafos y hablado con todos los que lo hubieran estado esperando, aunque ello le llevase horas. En una ocasión en la que era llevado al hospital por un golpe en su pierna hizo parar la ambulancia para hablar con algunos fans que lo seguían de cerca.[cita requerida]
En 2006 se emitió un documental de Dick Rude titulado Let's Rock Again! en el que se muestran anécdotas de la gira de The Mescaleros para su álbum Global a Go-Go. Ese mismo año la banda de Nueva Orleans Cowboy Mouth editó una canción llamada "Joe Strummer" para su álbum Voodoo Shoppe, en la que se narra la historia de un hombre que deja a su novia porque ella "no sabe quién fue Joe Strummer". El tema se convirtió en un relativo éxito radiofónico en Estados Unidos durante un tiempo.
Además de su música, Strummer colaboró en la creación de Future Forests (luego renombrado como The Carbon Neutral Company) que es una organización dedicada a la plantación de árboles alrededor del mundo con el objeto de combatir el calentamiento global.

### Documentales
Let's Rock Again! es un documental dirigido por Dick Rude, que sigue a Strummer en su gira por América y Japón con Los Mescaleros. Se estrenó en el Festival de cine de Tribeca en Nueva York, en mayo de 2004.
Redemption Song: The Ballad of Joe Strummer es una biografía de Strummer, hecha en 2006 por Chris Salewicz.

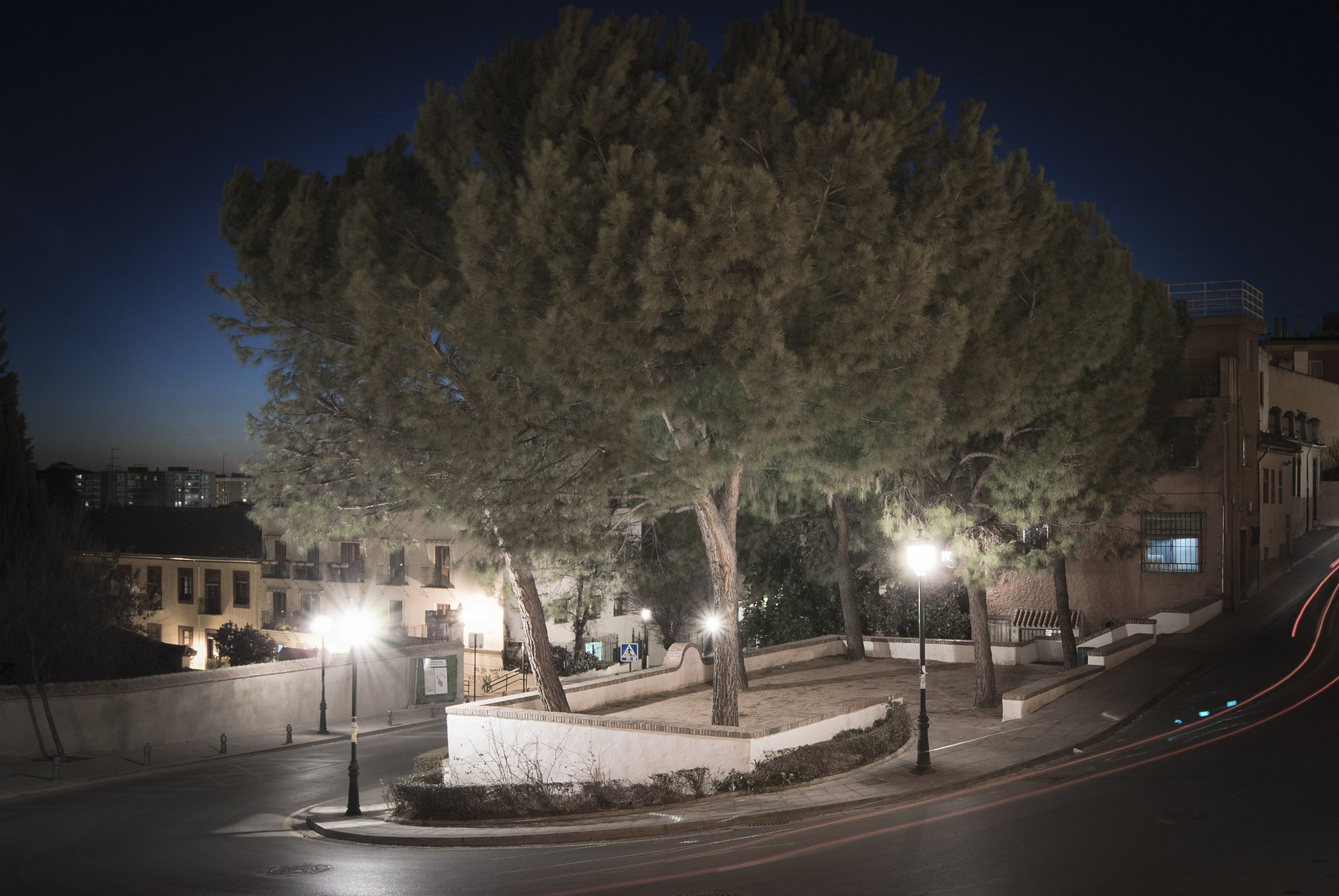
Plaza de Joe Strummer en Granada.

Joe Strummer: The Future Is Unwritten es un documental sobre Joe Strummer dirigido por Julien Temple. Contiene material de archivo recogido a lo largo de su vida, y entrevistas con amigos, familiares y otros famosos. Se estrenó en la edición del 2006 de Festival de cine de Sundance.
Let Fury Have the Hour es un documental dirigido por Antonino D'Ambrosio, estrenado en 2012 en el Festival de cine de Tribeca. La figura de Strummer está presente en la generación de artistas que usaron su creatividad como respuesta a las políticas reaccionarias que desde los años 1980 han marcado nuestro mundo.
Quiero tener una ferretería en Andalucía es un documental de 2014 sobre la relación de Joe Strummer con Granada, provincia en la que vivió en los años 1980 y 90. Contiene imágenes de archivo y declaraciones de amigos y familiares. Recientemente, la ciudad de Granada, le ha dedicado una plaza a su memoria, precisamente en uno de los accesos urbanos a La Alhambra, por la Cuesta de Escoriaza.   
I need a Dodge! Joe Strummer on the run es un documental de 2015 hecho por Nick Hall. Gira en torno a la vida de Strummer en España, y cuenta la historia de la misteriosa desaparición de su amado Dodge descapotable.

## Discografía

### The Clash
véase Discografía de The Clash.

### Con The 101'ers
| Año  | Álbum                  | Información adicional                                       |
| ---- | ---------------------- | ----------------------------------------------------------- |
| 1981 | Elgin Avenue Breakdown | Álbum recopilatorio con material grabado entre 1974 y 1976. |

### En solitario
| Año  | Álbum                                 | Información adicional                                                                                                   |
| ---- | ------------------------------------- | --- |
| 1987 | Walker                                | Banda sonora de la película Walker.                                                                                     |
| 1987 | Straight to Hell Original Soundtrack  | Banda sonora de la película Straight to Hell.                                                                           |
| 1993 | When Pigs Fly Soundtrack              | Pista inédita para la película When Pigs Fly.                                                                           |
| 1998 | Chef Aid: The South Park Album        | Incluye "It's A Rockin' World", interpretada por Strummer, Flea, Nick Hexum, Tom Morello, DJ Bonebrake y Benmont Tench. |
| 2003 | Unearthed (artista invitado)          | Incluye "Redemption Song" interpretada a dúo con Johnny Cash.                                                           |
| 2004 | Black Magic (artista invitado)        | Incluye "Over the Border" interpretada a dúo con Jimmy Cliff.                                                           |
| 2007 | Joe Strummer: The Future Is Unwritten | Banda sonora del documental.                                                                                            |
| 2018 | Joe Strummer 001                      | Recopilatorio de 32 canciones de toda su carrera, que incluye temas inéditos, remasterizaciones y rarezas.              |

### Con The Latino Rockabilly War
| Año  | Álbum                                | Información adicional                     |
| ---- | ------------------------------------ | ----------------------------------------- |
| 1988 | Permanent Record Original Soundtrack | Incluye una canción de la banda.          |
| 1989 | Earthquake Weather                   | Único álbum de The Latino Rockabilly War. |

### Con The Mescaleros
| Año  | Álbum                        | Información adicional                      |
| ---- | ---------------------------- | ------------------------------------------ |
| 1999 | Rock Art and the X-Ray Style | Primer álbum de The Mescaleros.            |
| 2001 | Global A Go-Go               | #23 en el Top Alternativo del Billboard.   |
| 2003 | Streetcore                   | Último disco de Strummer, emitido póstumo. |

### Recopilatorios
- Assembly (Dark Horse Records, 2021)

## En ficción
- En 1996 participó en la filmación de F. G. Ossang "Docteur Chance" en la ciudad de Iquique, Chile
- En The Bedroom Secrets of the Master Chefs, de Irvine Welsh, un Joe Strummer ficticio se ve implicado en un escándalo paternal.
- Joe Strummer actuó en Mystery Train (1989), película independiente escrita y dirigida por Jim Jarmusch, donde trabajó junto a Steve Buscemi y Rick Aviles. También tiene una breve aparición en Contraté un asesino a sueldo (1990) de Aki Kaurismäki, tocando Burning Light.
- Straight to Hell (1987), de Alex Cox

## Otras lecturas
- Gilbert, Pat. Passion is a Fashion: The Real Story of The Clash, 2004. DA CAPO Press. ISBN 0-306-81434-X (pbk.)
- Gray, Marcus. Last Gang in Town: The Story and Myth of The Clash, Henry Holt and Co., 1995.
- Yewdall, John Leonard. Joe Strummer with the 101'ers and the Clash, 1974-1976, 1992. Image Direct. ISBN 0-9519216-0-6
- CNN: "Clash Star Joe Strummer dies"
- Matula, Theodore. "Joe Strummer, 1952-2002." Popular Music and Society. dic. 2003. Vol. 26, Iss. 4; p. 523-525.